# Balclutha mexicana
Balclutha mexicana är en insektsart som beskrevs av Blocker 1967. Balclutha mexicana ingår i släktet Balclutha och familjen dvärgstritar. Inga underarter finns listade i Catalogue of Life.